# Hypomolis roseiventris
Hypomolis roseiventris är en fjärilsart som beskrevs av De Toulgoët 1982. Hypomolis roseiventris ingår i släktet Hypomolis och familjen björnspinnare. Inga underarter finns listade i Catalogue of Life.